# Talki z resztą
Talki z resztą – polski serial komediowy emitowany od 10 września do 22 października 2005 w soboty o godz. 19 na antenie TVP2. Pierwowzorem był cykl felietonów Po robocie przy sobocie, drukowany w dodatku telewizyjnym do „Gazety Wyborczej”, oraz książka Talki w wielkim mieście. Serial wyreżyserował Filip Zylber.
Produkcja serialu została wstrzymana po emisji sześciu odcinków z powodu niskiej oglądalności.

## Obsada

### Role główne
- Dominika Bednarczyk jako Monika Talko
- Marek Kałużyński jako Leszek Talko
- Agnieszka Włodarczyk jako Zuzka, narzeczona Kazika
- Rafał Królikowski jako Kazik Majer
- Agnieszka Wagner jako pani Dorota Roszko
- Tomasz Sapryk jako pan Sylwester Roszko
- Sławomir Grzymkowski jako Edzio Obst
- Ksawery Jasieński – narrator

### Pozostałe role (w kolejności alfabetycznej)
- Agnieszka Babicz jako Renata, sekretarka pana Roszko
- Gizella Bortel jako dziewczyna
- Magdalena Ciecierska jako dziewczyna
- Rafał Cieszyński jako pracownik
- Maciej Damięcki jako ojciec Leszka
- Edyta Duda-Olechowska jako dziewczyna
- Magdalena Emilianowicz jako przedszkolanka Wilczur
- Adam Ferency jako prezes Marek Jouaux, szef pana Roszko
- Marcin Gruszka jako Robcio Roszko
- Anna Guzik jako Donata
- Mirosław Guzowski jako redaktor
- Joanna Ignaczewska jako pracownik agencji reklamowej Kazika
- Anita Jancia jako Maria
- Artur Janusiak jako Darek Boniatowski
- Adrianna Jaroszewicz jako Edyta
- Sylwia Juszczak-Pągowska jako Tosia
- Tomasz Kalczyński jako „Junior”, współpracownik Kazika
- Tomasz Karolak jako masażysta
- Weronika Książkiewicz jako Marlena Krajewska
- Marcin Kudełka jako przedstawiciel portalu „ściąga.pl”
- Izabela Kuna jako Marta Boniatowska
- Agnieszka Mandat jako matka Kazika
- Ilona Ostrowska jako dziennikarka Bożena Nowakowska
- Andżelika Piechowiak jako Marta, pracownica agencji reklamowej Kazika
- Włodzimierz Press jako ojciec Kazika
- Marek Serafin jako kelner
- Grzegorz Sierzputowski jako Sebastian, pracownik pana Roszko
- Katarzyna Trzcińska jako Dagmara
- Beata Tyszkiewicz jako aktorka
- Piotr Wiktorowski jako szef restauracji
- Piotr Wiszniowski jako ankieter

## Lista odcinków
1. Test na inteligencję
2. Trzydzieste urodziny Moniki
3. Cała ta zazdrość
4. Nowe dziewczyny Edzia
5. Lista Roszka
6. Plotka